# San Pablo de Parcochaca
San Pablo de Parcochaca es un caserío peruano ubicado en el distrito de Ayabaca, perteneciente a la provincia homónima del departamento de Piura, al norte del Perú. 

## Ubicación
San Pablo de Parcochaca se ubica al este de la provincia de Ayabaca, en el distrito de Ayabaca, en el departamento de Piura.

## Demografía
En 2017 San Pablo de Parcochaca tenía una población de 138 habitantes.
| Gráfica de evolución demográfica de San Pablo de Parcochaca entre 1993 y 2017 |
|                                                                               |
| Fuentes: Población 1993 y 2017                                                |